# Arquidiocese de São Sebastião do Rio de Janeiro
A Arquidiocese de São Sebastião do Rio de Janeiro (Archidiœcesis Sancti Sebastiani Fluminis Ianuarii) é uma circunscrição eclesiástica da Igreja Católica no Brasil. É a Sé Metropolitana da Província Eclesiástica de São Sebastião do Rio de Janeiro. Pertence ao Conselho Episcopal Regional Leste I da Conferência Nacional dos Bispos do Brasil.

## Histórico

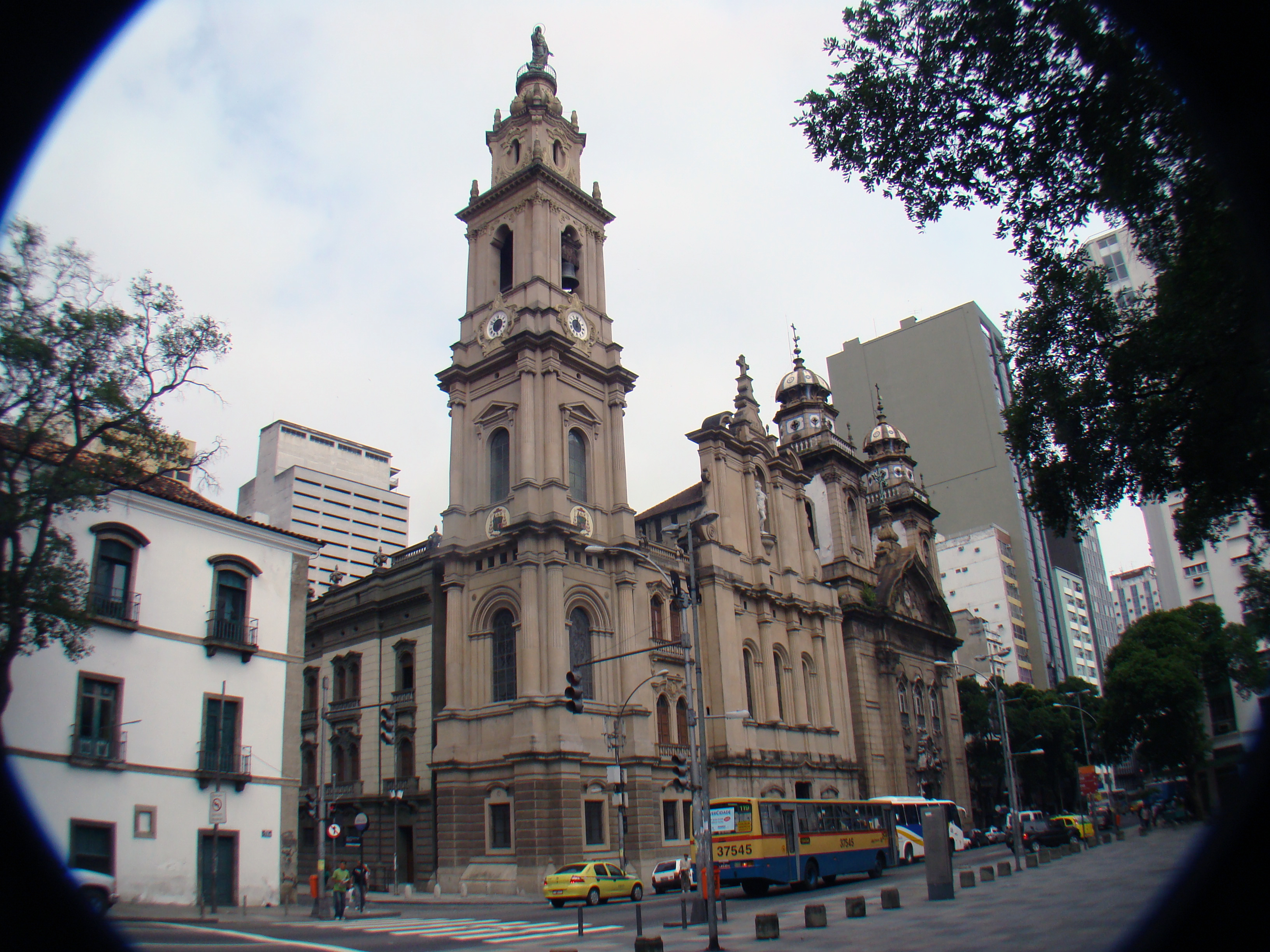
A Igreja de Nossa Senhora do Carmo da Antiga Sé, antiga catedral arquidiocesana e capela imperial. Palco das coroações de Dom Pedro I e Pedro II, e dos casamentos imperiais.

Em 1565, quando a cidade do Rio de Janeiro foi fundada por Estácio de Sá, o território era de jurisdição espiritual da Bahia. Dez anos depois, em 19 de julho de 1575, o papa Gregório XIII, por meio da bula In supereminenti militantis Ecclesiae, criou a Prelazia de São Sebastião do Rio de Janeiro, continuando sob a administração do então Bispado de São Salvador da Bahia. O território da nova prelazia estendia-se desde a Capitania de Porto Seguro até o Rio da Prata.
Já em 16 de novembro de 1676, o Papa Inocêncio XI elevou a prelazia à categoria de diocese, com a bula Romani Pontificis pastoralis sollicitudo, sendo sufragânea da Sede Metropolitana da Bahia, criada na mesma data, também sendo a ela subordinada à nova Diocese de Olinda. Ao longo da História do Brasil, da Diocese do Rio de Janeiro foram desmembradas 131 arquidioceses, dioceses e prelazias.

Palácio São Joaquim, residência oficial do Arcebispo do Rio Janeiro. Foto datada do início do século XX.

O papa Leão XIII elevou a diocese à categoria de Arquidiocese e Sé Metropolitana por meio da bula Ad universas orbis Ecclesias de 27 de abril de 1892, sendo desta forma reorganizada a hierarquia eclesiástica brasileira, agora com duas sedes metropolitanas: Bahia e Rio de Janeiro. Nessa mesma data foi criada a diocese de Niterói, desmembrando-a daquela do Rio de Janeiro.
O papa São Pio X, no Consistório de 1905, criou o primeiro cardeal do Brasil e de toda a América Latina, Dom Joaquim Arcoverde de Albuquerque Cavalcanti (o Cardeal Arcoverde). A partir desta data, os arcebispos do Rio de Janeiro passaram a receber costumeiramente o chapéu cardinalício.
A Arquidiocese do Rio de Janeiro tem como padroeiro principal o mártir São Sebastião, que deu nome à cidade, e como padroeira secundária Santa Ana.

## Demografia, extensão territorial e paróquias
Desde 27 de abril de 1892 com a perda do território para a criação da diocese de Niterói, a recém-criada arquidiocese do Rio de Janeiro passou a ter apenas o território do atual município do Rio de Janeiro.
Em 2004 a arquidiocese contava com uma população aproximada de 5 857 895 habitantes, com 60,7% de católicos. O território da diocese é de 1 721 km.2, organizado em mais de 290 paróquias.

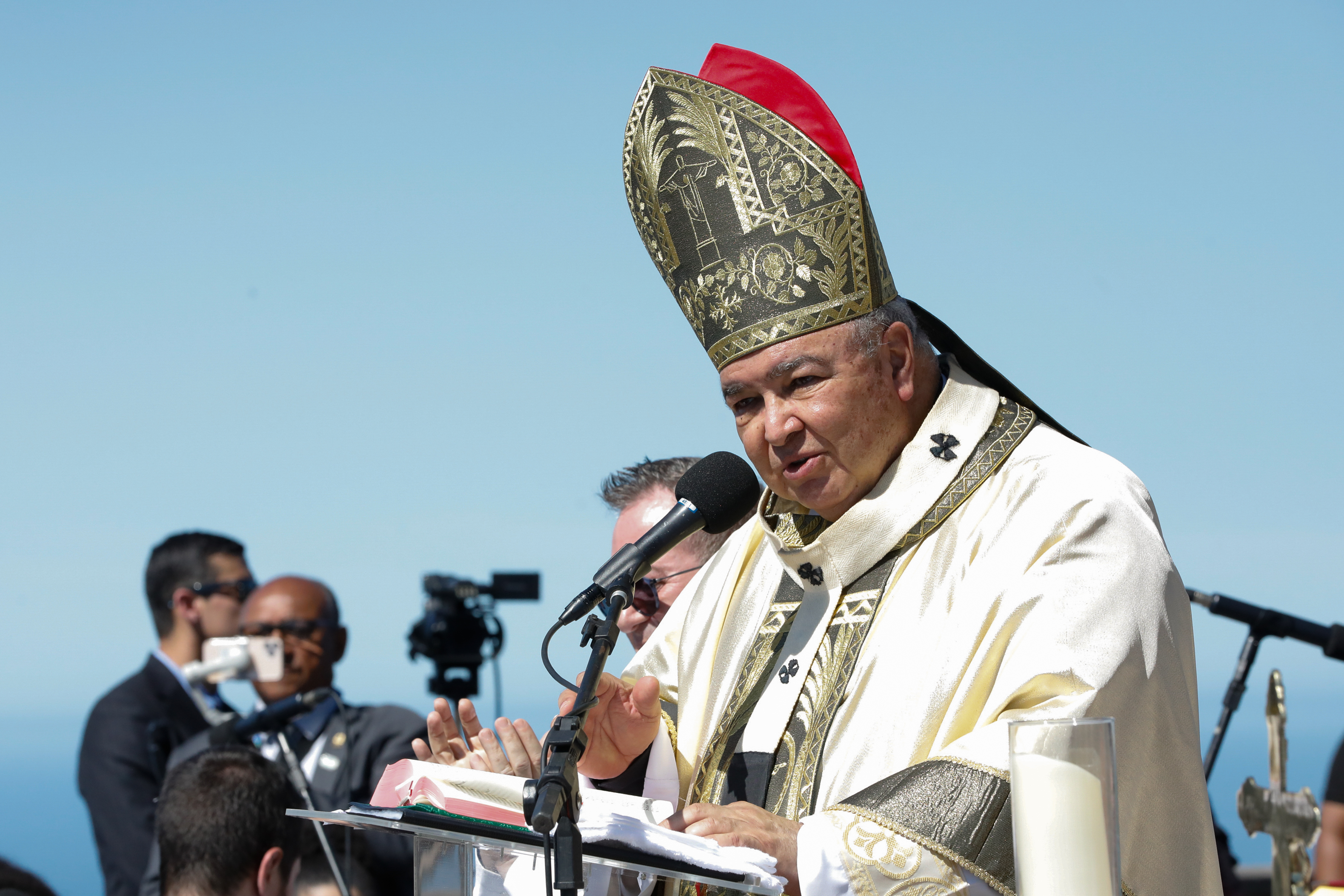
Dom Orani Tempesta, Cardeal-Arcebispo de São Sebastião do Rio de Janeiro.

Atualmente a Arquidiocese tem sua organização principal gerada nos Vicariatos, todos unidos ao governo do Arcebispo. Os Vicariatos territoriais são os seguintes: Vicariato Episcopal Anchieta, Barra, Campo Grande, Cascadura, Jacarepaguá, Leopoldina, Madureira, Norte, Oeste, Santa Cruz, Sul e Urbano.
Além deles, existem os finalísticos Vicariato Episcopal para Comunicação Social, Vicariato Episcopal para a Educação, Vicariato Episcopal para as irmandades, ordens terceiras e confrarias e o Vicariato para a Caridade Social.
A Arquidiocese tem oito basílicas menores. São elas: Basílica Menor da Imaculada Conceição, Basílica Menor de Nossa Senhora de Lourdes, Basílica Menor de Santa Teresinha do Menino Jesus, Basílica Menor de São Francisco Xavier, Basílica Menor de São João Batista da Lagoa, a Basílica Menor do Imaculado Coração de Maria, a Basílica Menor e Santuário de Nossa Senhora da Penha e a Basílica Menor e Santuário de São Sebastião, igreja onde se encontram marcos históricos importantes, como restos mortais de Estácio de Sá, e de onde tradicionalmente parte a procissão em homenagem a seu padroeiro.
Possui ainda alguns santuários erigidos:  Santuário do Cristo Redentor do Corcovado, Santuário da Divina Misericórdia, Santuário da Mãe, Rainha e Vencedora Três Vezes Admirável de Schoenstatt, Santuário de Nossa Senhora da Penha (Basílica), Santuário de Nossa Senhora das Graças da Medalha Milagrosa, Santuário de Nossa Senhora de Fátima, Santuário de Nossa Senhora de Loreto, Santuário de Nossa Senhora do Sagrado Coração, Santuário de Santa Edwiges, Santuário de Santa Rita, Santuário de Santa Teresinha do Menino Jesus, Santuário de São Benedito, Santuário de São Judas Tadeu e Santuário de São Sebastião (Basílica).

## Prelados
|                     | Nome                                                | Período     | Notas                                                    |  |
| Arcebispos          | Arcebispos                                          | Arcebispos  | Arcebispos                                               |  |
| ------------------- | --------------------------------------------------- | ----------- | -------------------------------------------------------- |  |
| 8º                  | Orani João Cardeal Tempesta, O.Cist.                | 2009–       | Atual                                                    |  |
| 7º                  | Eusébio Oscar Cardeal Scheid, S.C.J.                | 2001–2009   |                                                          |  |
| 6º                  | Eugênio Cardeal de Araújo Sales                     | 1971–2001   |                                                          |  |
| 5º                  | Jaime Cardeal de Barros Câmara                      | 1943–1971   |                                                          |  |
| 4º                  | Sebastião Leme Cardeal da Silveira Cintra           | 1930–1942   |                                                          |  |
| 3º                  | Joaquim Cardeal Arcoverde de Albuquerque Cavalcanti | 1897–1930   |                                                          |  |
| 2º                  | João Fernando Tiago Esberard                        | 1893–1897   |                                                          |  |
| 1º                  | José Pereira da Silva Barros                        | 1892–1893   |                                                          |  |
| Arcebispo-coadjutor |                                                     |             |                                                          |  |
|                     | Sebastião Leme da Silveira Cintra                   | 1921–1930   |                                                          |  |
| Bispos              |                                                     |             |                                                          |  |
| 11º                 | José Pereira da Silva Barros                        | 1891–1892   | Elevado à Arcebispo                                      |  |
| 10º                 | Pedro Maria de Lacerda                              | 1868–1890   |                                                          |  |
| 9º                  | Manuel do Monte Rodrigues de Araújo                 | 1839–1863   |                                                          |  |
| 8º                  | José Caetano da Silva Coutinho                      | 1807–1833   |                                                          |  |
| 7º                  | José Joaquim Justiniano Mascarenhas Castelo Branco  | 1773–1805   |                                                          |  |
| 6º                  | Antônio do Desterro Malheiros, OSB                  | 1745–1773   | chamado Dom Frei Antônio do Desterro                     |  |
| 5º                  | João da Cruz Salgado de Castilho, OCD               | 1739–1745   | chamado Dom Frei João da Cruz                            |  |
| 4º                  | Antônio de Guadalupe, OFM                           | 1723–1739   |                                                          |  |
| 3º                  | Francisco de São Jerônimo, CSJ                      | 1700–1721   |                                                          |  |
| 2º                  | José de Barros Alarcão                              | 1680–1700   |                                                          |  |
| 1º                  | Manuel Pereira, OP                                  | 1676        | Sem tomar posse até 1680                                 |  |
| Bispo Coadjutor     |                                                     |             |                                                          |  |
|                     | Vicente da Gamal Leão                               | 1756–1773   |                                                          |  |
| Bispos auxiliares   |                                                     |             |                                                          |  |
|                     | José Maria Pereira                                  | 2025        | Bispo auxiliar atual                                     |  |
|                     | Hiansen Vieira Franco                               | 2025        | Bispo auxiliar atual                                     |  |
|                     | Joselito Ramalho Nogueira                           | 2025        | Bispo auxiliar atual                                     |  |
|                     | Antônio Luiz Catelan Ferreira                       | 2021        | Bispo auxiliar atual                                     |  |
|                     | Célio da Silveira Calixto Filho                     | 2020        | Bispo auxiliar atual                                     |  |
|                     | Zdzisław Stanisław Błaszczyk                        | 2019        | Bispo auxiliar atual                                     |  |
|                     | Paulo Celso Dias do Nascimento                      | 2017–2023   | Nomeado Bispo do Itaguaí                                 |  |
|                     | Juarez Delorto Secco                                | 2017-2023   | Nomeado Bispo de Caratinga                               |  |
|                     | Joel Portella Amado                                 | 2016-2024   | Nomeado Bispo de Petrópolis                              |  |
|                     | Paulo Alves Romão                                   | 2016-2025   | Nomeado Bispo de Paranaguá                               |  |
|                     | Roque Costa Souza                                   | 2012        | Bispo auxiliar atual                                     |  |
|                     | Antônio Augusto Dias Duarte                         | 2005-2025   | Bispo auxiliar emérito                                   |  |
|                     | Luiz Henrique da Silva Brito                        | 2012–2019   | Nomeado Bispo de Barra do Piraí-Volta Redonda            |  |
|                     | Pedro Cunha Cruz                                    | 2010 — 2015 | Nomeado Bispo-coadjutor de Campanha                      |  |
|                     | Nelson Francelino Ferreira                          | 2010–2014   | Nomeado Bispo de Valença                                 |  |
|                     | Paulo Cezar Costa                                   | 2010–2016   | Nomeado Bispo de São Carlos                              |  |
|                     | Edson de Castro Homem                               | 2005–2015   | Nomeado Bispo de Iguatu                                  |  |
|                     | Dimas Lara Barbosa                                  | 2003–2011   | Nomeado Arcebispo de Campo Grande                        |  |
|                     | Assis Lopes                                         | 2003–2011   | Bispo Auxiliar Emérito                                   |  |
|                     | Edney Gouvêa Mattoso                                | 2005–2010   | Nomeado Bispo de Nova Friburgo                           |  |
|                     | Wilson Tadeu Jönck, SCJ                             | 2003–2010   | Nomeado Bispo de Tubarão                                 |  |
|                     | Filippo Santoro                                     | 1996–2004   | Nomeado Bispo Petrópolis                                 |  |
|                     | Augusto José Zini Filho                             | 1994–2003   | Nomeado Bispo de Limeira                                 |  |
|                     | Rafael Llano Cifuentes                              | 1990–2004   | Nomeado Bispo de Nova Friburgo                           |  |
|                     | Narbal da Costa Stencel                             | 1987–2002   |                                                          |  |
|                     | José Carlos de Lima Vaz, SJ                         | 1986–1995   | Nomeado Bispo de Petrópolis                              |  |
|                     | João d'Ávila Moreira Lima                           | 1982–2002   |                                                          |  |
|                     | José Palmeira Lessa                                 | 1982–1987   | Nomeado Bispo de Propriá                                 |  |
|                     | Romeu Brigenti                                      | 1979 — 2001 |                                                          |  |
|                     | Affonso Felippe Gregory                             | 1979–1987   | Nomeado Bispo de Imperatriz                              |  |
|                     | Celso José Pinto da Silva                           | 1978–1981   | Nomeado Bispo de Vitória da Conquista                    |  |
|                     | Karl Josef Romer                                    | 1975–2002   | Nomeado secretário do Pontifício Conselho para a Família |  |
|                     | Carlos Alberto Etchandy Gimeno Navarro              | 1975–1981   | Nomeado Bispo de Campos                                  |  |
|                     | Eduardo Koaik                                       | 1973–1979   | Nomeado Bispo coadjutor de Piracicaba                    |  |
|                     | Mário Teixeira Gurgel, SDS                          | 1967–1971   | Nomeado bispo do Itabira-Fabriciano                      |  |
|                     | Alberto Trevisan, SAC                               | 1966–1973   |                                                          |  |
|                     | José Alberto Lopes de Castro Pinto                  | 1964–1976   | Nomeado bispo de Guaxupé                                 |  |
|                     | Waldyr Calheiros Novaes                             | 1964–1966   | Nomeado bispo de Barra do Piraí-Volta Redonda            |  |
|                     | José Gonçalves Costa, CSSR                          | 1962–1969   | Nomeado bispo de Presidente Prudente                     |  |
|                     | Cândido Padin, OSB                                  | 1962–1966   | Nomeado bispo de Lorena                                  |  |
|                     | Francis Mansour Zayek                               | 1962–1966   |                                                          |  |
|                     | Honorato Piazera, SCJ                               | 1959–1961   | Nomeado Bispo de Nova Iguaçu                             |  |
|                     | Wilson Laus Schmidt                                 | 1957–1962   | Nomeado Bispo de Chapecó                                 |  |
|                     | Othon Motta                                         | 1955 — 1959 | Nomeado Bispo coadjutor de Campanha                      |  |
|                     | José Vicente Távora                                 | 1954–1957   | Nomeado Arcebispo de Aracaju                             |  |
|                     | Hélder Pessoa Câmara                                | 1952–1964   | Nomeado Arcebispo de Olinda e Recife                     |  |
|                     | Rosalvo Costa Rêgo                                  | 1946–1954   |                                                          |  |
|                     | Jorge Marcos de Oliveira                            | 1946–1954   | Nomeado Bispo de Santo André                             |  |
|                     | Sebastião Leme da Silveira Cintra                   | 1911–1916   | Nomeado Arcebispo de Olinda e Recife                     |  |
|                     | Joaquim Silvério de Sousa                           | 1909–1910   |                                                          |  |
|                     | Pedro de Santa Mariana e Sousa, OCD                 | 1841–1864   |                                                          |  |
| Prelados            |                                                     |             |                                                          |  |
| 9º                  | Francisco da Silveira Dias                          | 1671–1681   | Prelado e Administrador Apostólico                       |  |
| 8º                  | Manuel de Sousa e Almada                            | 1661–1670   |                                                          |  |
| 7º                  | Antônio de Marins Loureiro                          | 1643        |                                                          |  |
| 6º                  | Lourenço de Mendonça                                | 1631–1637   |                                                          |  |
| 5º                  | Máximo Pereira, OSB                                 | 1629        |                                                          |  |
| 4º                  | Mateus da Costa Aborim                              | 1606–1629   |                                                          |  |
| 3º                  | Bartolomeu Lagarto                                  | -           | Não tomou posse                                          |  |
| 2º                  | João da Costa                                       | -           |                                                          |  |
| 1º                  | Bartolomeu Simões Pereira                           | 1577–1597   |                                                          |  |